# Søforklaring
Søforklaring er en vidneforklaring, der afgives under søforhør i forbindelse med ulykker eller andre hændelser til søs. Den afgives af bl.a. af skibsføreren og mandskabet for den lokale byret eller, hvis det drejer sig om København, i Sø- og Handelsretten. "Formålet med en søforklaring er på en hurtig og enkel måde at sikre sig bevis for et faktisk hændelsesforløb af omstændigheder indtruffet til søs." Søforklaringen skal som regel afgives i den første havn, besætningen ankommer til efter hændelsen.
I daglig tale bruges ordet søforklaring også for langtrukne dårlige undskyldninger og omstændelige bortforklaringer.